# Isleta, N.M., Indian City
Isleta, N.M., Indian City è un cortometraggio muto del 1912 prodotto dalla Nestor. Nei credit del documentario non viene riportato né il nome del regista, né quello dell'operatore.

## Produzione
Il film fu prodotto dalla Nestor Film Company.

## Distribuzione
Distribuito dalla Motion Picture Distributors and Sales Company, il film - un cortometraggio di cento metri - uscì nelle sale cinematografiche USA il 4 maggio 1912. Nelle proiezioni, veniva programmato con il sistema dello split reel, accorpato in un'unica bobina con un altro cortometraggio prodotto dalla Nestor, la commedia Her Corner on Hearts.